# Felipe Borges
Felipe Borges Dutra Ribeiro (ur. 4 maja 1985 w São Bernardo do Campo) – brazylijski piłkarz ręczny, reprezentant kraju, gra na pozycji lewego skrzydłowego w portugalskim klubie Sporting CP.
Brał udział w Igrzyskach Olimpijskich w 2008 roku, gdzie wraz z drużyną zajął 11. miejsce.
W barwach Montpellier Handball w 2016 roku zdobył Puchar Francji oraz Puchar Ligi Francuskiej.

## Nagrody indywidualne
- Najlepszy lewy skrzydłowy Mistrzostw Ameryki:
  - 2012, 2016